# جوتا بالستر
جوتا بالستر (ولدت في 4 مايو 1952) هي لاعبة كرة طائرة ألمانية. شاركت في بطولة السيدات في الألعاب الأولمبية الصيفية لعام 1976.

## روابط خارجية
- جوتا بالستر على موقع أوليمبيديا (الإنجليزية)